# میشکر
میشکر، روستایی از توابع بخش دوره چگنی شهرستان خرم‌آباد در استان لرستان ایران است.

## جمعیت
این روستا در دهستان دوره قرار دارد و براساس سرشماری مرکز آمار ایران در سال ۱۳۸۵، جمعیت آن ۴۳۱ نفر (۹۳خانوار) بوده‌است.